# Jagdschloss Bickenbach

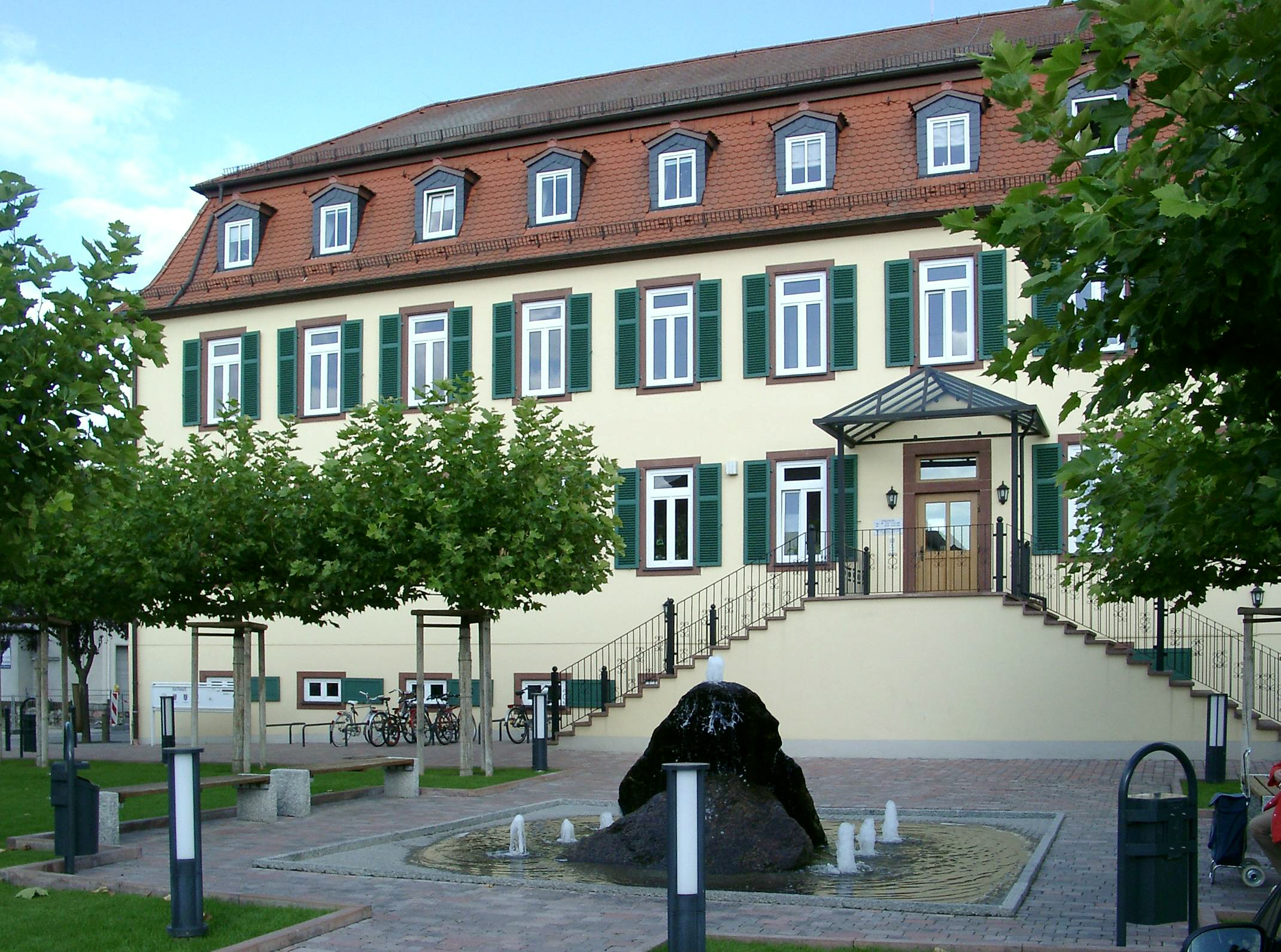
Der Hauptbau des Jagdschlosses, der Große Bau, heute Rathaus der Gemeinde Bickenbach

Das Jagdschloss Bickenbach ist ein neuzeitliches Schloss in Bickenbach im Westen des heutigen Landkreises Darmstadt-Dieburg in Hessen. Es war die wohl größte Jagdschlossanlage in der Landgrafschaft Hessen-Darmstadt. Der sogenannte Große Bau des Anwesens ist heute Rathaus der Gemeinde.

## Lage

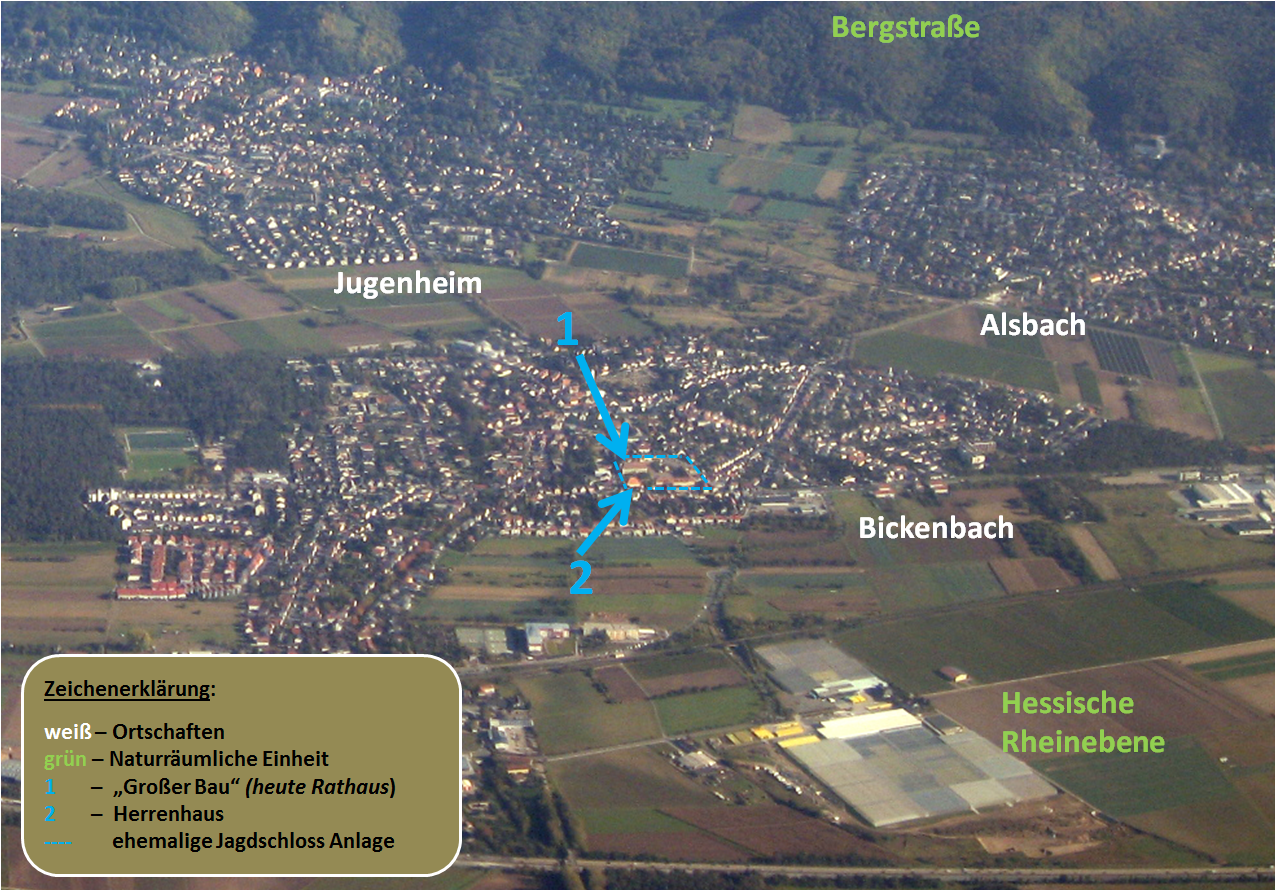
Lage der Anlage

Das ehemalige Jagdschloss steht an der Bergstraße südlich von Darmstadt im Westen des Landkreises Darmstadt-Dieburg und am Ostrand der Oberrheinischen Tiefebene. Zur Bauzeit befand sich die Anlage am südwestlichen Ende des Ortes und bildete den Abschluss Richtung Hessische Rheinebene. Heute liegt sie zentral im Ort Bickenbach, östlich der Straße Am Jagdschloss mit den Adressen Darmstädter Straße 1 und 2.

## Geschichte

### Entstehung der Jagdschlossanlage

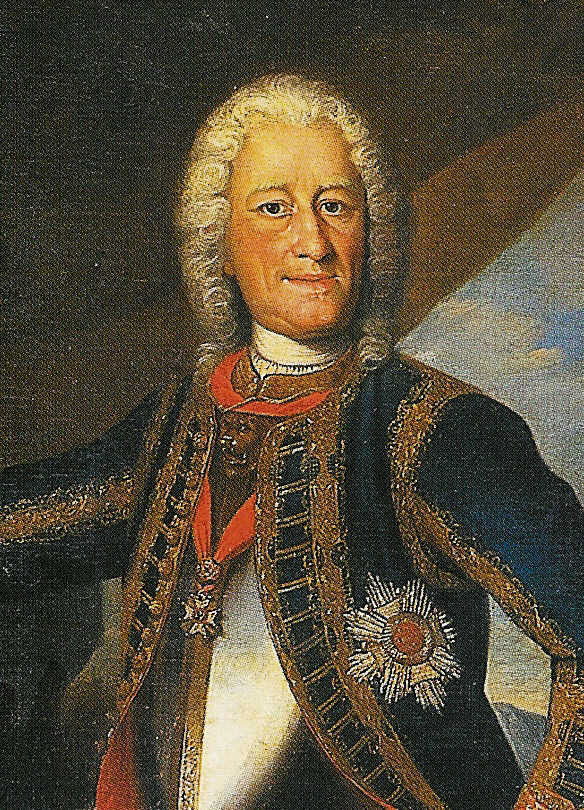
Landgraf Ernst Ludwig von Hessen-Darmstadt

Nachdem die Grafen von Erbach Bickenbach am 31. Dezember 1714 an die Landgrafen von Hessen-Darmstadt verkauft hatten, reiften in der Landgrafschaft Pläne für eine große Jagdanlage, denn 1708 hatte Landgraf Ernst Ludwig von Hessen-Darmstadt die im damaligen absolutistischen Frankreich so beliebte Parforcejagd, eine berittene Hetzjagd mit abgerichteter Hundemeute, am Darmstädter Hof eingeführt. Für den geplanten Neubau erwarb Ernst Ludwig von Hessen-Darmstadt Landbesitz von der Gemeinde Bickenbach und der Witwe des Obersten Greber und ließ dort in den Jahren 1720 bis 1721 die wohl größte Jagdschlossanlage Hessen-Darmstadts bauen. Sie war eine der letzten so großen Anlagen ihrer Art. Für die Wasserversorgung ließ der Bauherr eigens eine Leitung von den Quellen unterhalb der Burg Jossa bis zum Schloss legen. Reste davon wurden bei Kanalbauarbeiten in den Jahren 1969 und 1974 gefunden.
Die Schlossanlage bestand aus mehreren Gebäuden, die sich um einen großen, rechteckigen Innenhof gruppierten. Das ganze Anwesen war mit einer Mauer umgeben, an die sich die Gebäude anlehnten. Der Zutritt erfolgte an der Nordseite über ein Tor mit flankierendem Wachhäuschen. Noch heute liegt dort – von der Darmstädter Straße her – der Zugang zum Innenhofbereich. Die Pfeiler des Tores aus Odenwälder Sandstein waren mit großen Steinkugeln verziert. Die Ostseite des Hofs war vom Großen Bau begrenzt. Er diente als Unterkunft für das Personal. In Verlängerung der nordwestlichen Ecke stand das Herrenhaus. Es war der fürstlichen Familie und ihren Gästen vorbehalten. Im Obergeschoss befanden sich die Zimmer des Landgrafen und des Erbprinzen, im Erdgeschoss lag unter anderem die Unterkunft für den Oberjägermeister. Im Süden des Hofs stand ein mehrflügeliger Wirtschaftshof, der durch drei Eckpavillons gegliedert war. In seinem östlichen Trakt befanden sich die Stallungen, die anderen Flügel nahmen eine Remise, Schmiede und Wärterwohnungen auf. Die Pläne für die Anlage werden Landbaumeister Helferich Müller zugeschrieben. Auch der in hessischen Diensten stehende Architekt Louis Remy de la Fosse soll an der Bauplanung beteiligt gewesen sein. Im Aufbau ist das Jagdschloss mit dem Schloss Wolfsgarten vergleichbar.

### Nutzung als Jagdschloss im 18. Jahrhundert

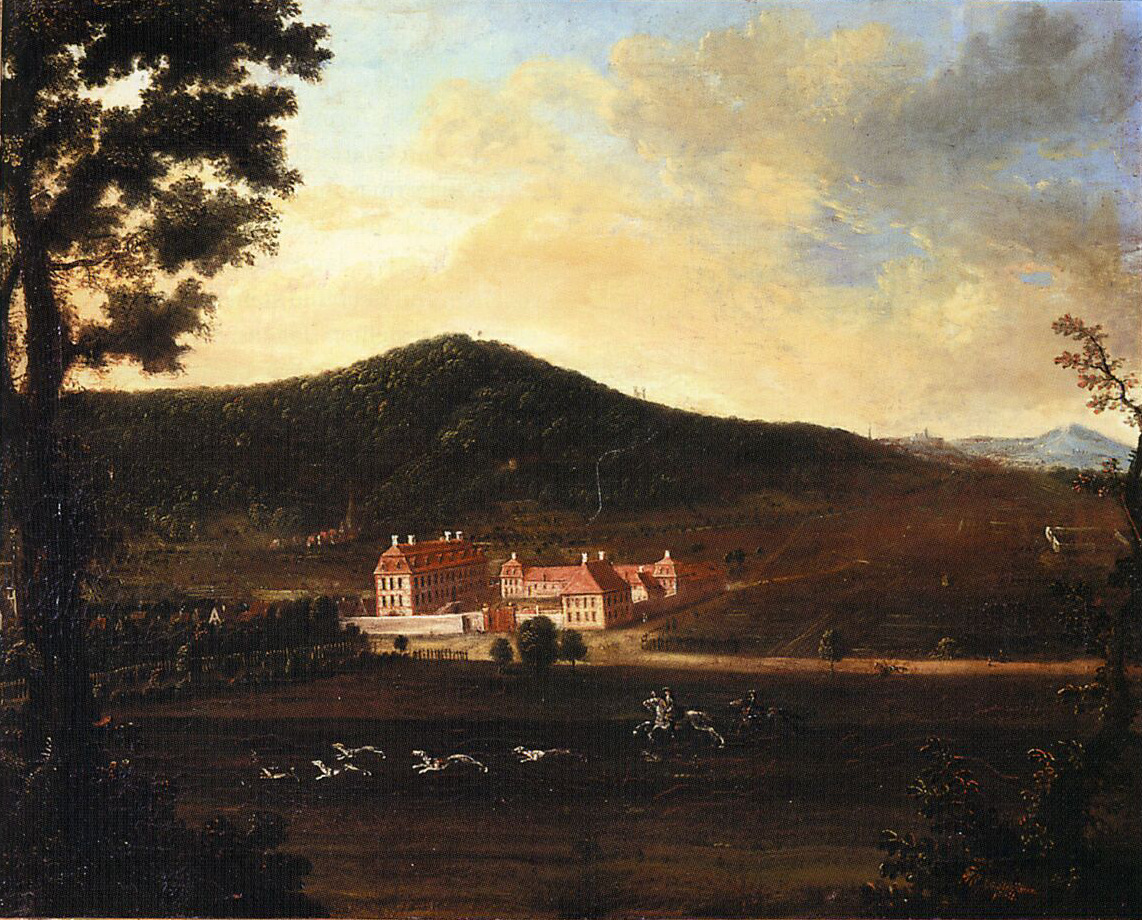
Ansicht des Bickenbacher Jagdschlosses im 18. Jahrhundert, Gemälde von Johann Georg Stockmar

Von Bickenbach aus gingen die meisten Jagden in das nördlich gelegene Revier der Eberstädter Tanne und in das südwestlich gelegene Jägersburger Revier. Dort dienten das Jagdschloss Jägersburg und das nur rund einen Kilometer entfernte Neue Jagdschloss Jägersburg als Reviermittelpunkt. Seine Jagdleidenschaft, der er wie auch sein Sohn Ludwig VIII. von Hessen-Darmstadt durch Errichtung vieler Jagdhöfe und -schlösser, Einrichtung großer abgezäunter Wildparks und der Einführung großer Parforcejagden frönte, brachten den Staat in den Folgejahren durch große Verschuldung für den Bau vieler Jagdanwesen an den Rand des Ruins. Dennoch wurde das Jagdschloss fast siebzig Jahre intensiv durch drei Landgrafen genutzt.
Im Juli 1745 hatte das Jagdschloss hohen Besuch, als der damalige Großherzog der Toskana und spätere Kaiser Franz I. mit seinem Gastgeber Ludwig VIII. von Hessen-Darmstadt von Bickenbach aus in die Eberstädter Tanne auf Jagd ritt. Zu Ehren des Jagderfolgs des Großherzogs, der einen kapitalen Hirsch erlegte, ließ Ludwig VIII. dort den sogenannten Kaiserstein setzen, auf dessen Gedenktafel die folgende Inschrift stand: „Am 16. Julius des Jahres 1745 schossen seine Königliche Hoheit, der Großherzog von Toskana, Franziskus Stephanus, allein einen Hirsch Knall auf Fall“. Die Gedenkplatte ist heute nicht mehr vorhanden, sie wurde nach dem Zweiten Weltkrieg entwendet.
Nachdem im Oktober 1768 Ludwig IX. die Parforcejagd per Dekret endgültig abgeschafft hatte, wurde das Jagdschloss nur noch selten genutzt, aber nicht verkauft oder abgerissen, wie es bei vielen anderen Jagdhöfen oder -schlössern zu jener Zeit geschah, um die Schuldenlast des Staates zu verringern. Nicht zuletzt durch die oppositionelle Beamtenschaft und Theologen war Ludwig gezwungen worden, die große Parforcejagd aufzugeben. Mit dem Tod des Landgrafen Ludwig IX. 1790 endete Bickenbachs Nutzung als Jagdschloss endgültig.

### Wechselnde Nutzungen ab 1790
Nach vier Jahren Leerstand erlebte das Anwesen anschließend eine sehr wechselvolle Geschichte unterschiedlichster Nutzung. Von 1794 bis 1819 wurde es als Lazarett und anschließend als Kaserne für die 2. Eskadron der leichten Kavallerie genutzt. Dafür wurde eine Marketenderei eingerichtet und eine Pferdeschwemme sowie eine Reitbahn angelegt. Weitere acht Jahre dienten die Schlossgebäude als Garnison, ehe diese verlegt und das Anwesen 1827 an den Postmeister Zimmermann veräußert wurde. Er betrieb dort 21 Jahre lang eine Poststation. Seine Witwe verkaufte den Besitz für 10.000 Gulden an den Duisburger Kaufmann Arnold Bönninger. Dieser richtete im Schloss 1851 eine Zigarrenfabrik ein, für die er die historischen Bauten aber nicht nur renovieren, sondern den Nordflügel des Wirtschaftshofs abreißen ließ. Im Herrenhaus wurden Wohnungen für Angestellte eingerichtet, die übrigen Gebäude dienten als Fabrik und Lager. Bis zu 150 Mitarbeiter waren in Bönningers Fabrik beschäftigt. Als der Betrieb 1860 in finanzielle Schwierigkeiten geriet, übernahm der bisherige Fabrikdirektor Georg Max Scriba die Anlage für 16.000 Gulden. Von ihm kam sie über zwei weitere Fabrikanten schließlich an die Mannheimer Firma Thorbecke. Die Zigarrenproduktion wurde 1936 eingestellt und die Anlage 1939 an die Firma Grenzhäuser verkauft, welche die Bauten als Lager für ihre Tabakvorräte nutzte.
Nach dem Zweiten Weltkrieg wurden der Wirtschaftshof sowie die verbliebenen Pavillons abgebrochen und an der West- und Südseite dafür zwei neue Gebäudeflügel zu Wohnzwecken erbaut. Direkt nach Kriegsende war im einstigen Jagdschloss ein Auffanglager für Heimatvertriebene eingerichtet. Anschließend wurden die Gebäude als Notwohnungen, Werkstätte und für eine Champignonzucht genutzt.

### Neuzeit und Gegenwart
1988 wurden die (noch) bestehenden Gebäude unter Gewährung von Mitteln aus dem hessischen Landesausgleichsstock saniert.
Im Herrenhaus befinden sich heute eine Filiale der Raiffeisenbank (Osteingang) und verschiedene kleine Firmen (Westeingang). Der Große Bau wird seit der zweiten Hälfte des 20. Jahrhunderts als Rathaus der Gemeinde Bickenbach genutzt. Darüber hinaus befindet sich in dem Gebäude die Gemeindebibliothek. Im Bürgersaal des Großen Baus werden heute regelmäßig Kammerkonzerte gegeben.

## Baubeschreibung
Das Herrenhaus ist ein massiver zweigeschossiger Bau mit einem pfannengedeckten Walmdach und lässt sich in seiner Fassadengliederung noch fast auf das Original zurückführen. Das Obergeschoss besteht aus verputztem Fachwerk. Früher besaß das Gebäude einen braunen Anstrich, heute präsentiert es sich in ockerfarben. An seiner nördlichen Stirnseite findet sich auf Höhe des Obergeschosses die Inschrift „Als Jagdschloss erbaut von Landgraf Ernst Ludwig Anno 1720“. Sein Haupteingang an der Ostseite ist von einem gesprengtem Giebel bekrönt, in dessen Giebelfeld sich früher eine Wappentafel befand.
Der Große Bau ist ein zweigeschossiges Gebäude mit hohem Sockelgeschoss. Er besitzt an der Längsseite dreizehn Fensterachsen und ein Mansarddach. An seiner Ostfassade befindet sich ein zentraler Vorbau, zu dem Eingang an der Westseite führt eine Freitreppe hinauf. Unter dieser liegt der frühere Zugang zum Keller mit einem Sandsteinportal.
Herrenhaus und Großer Bau sind wegen ihrer geschichtlichen Bedeutung als Kulturdenkmale eingestuft. Der Innenhof ist heute als Grün- und Parkfläche gestaltet. Der südöstlich vorbeiführende Ernst-Ludwig-Weg und die westlich des Herrenhauses vorbeiführende Straße Am Jagdschloss erinnern an die alte Anlage und ihren Besitzer.

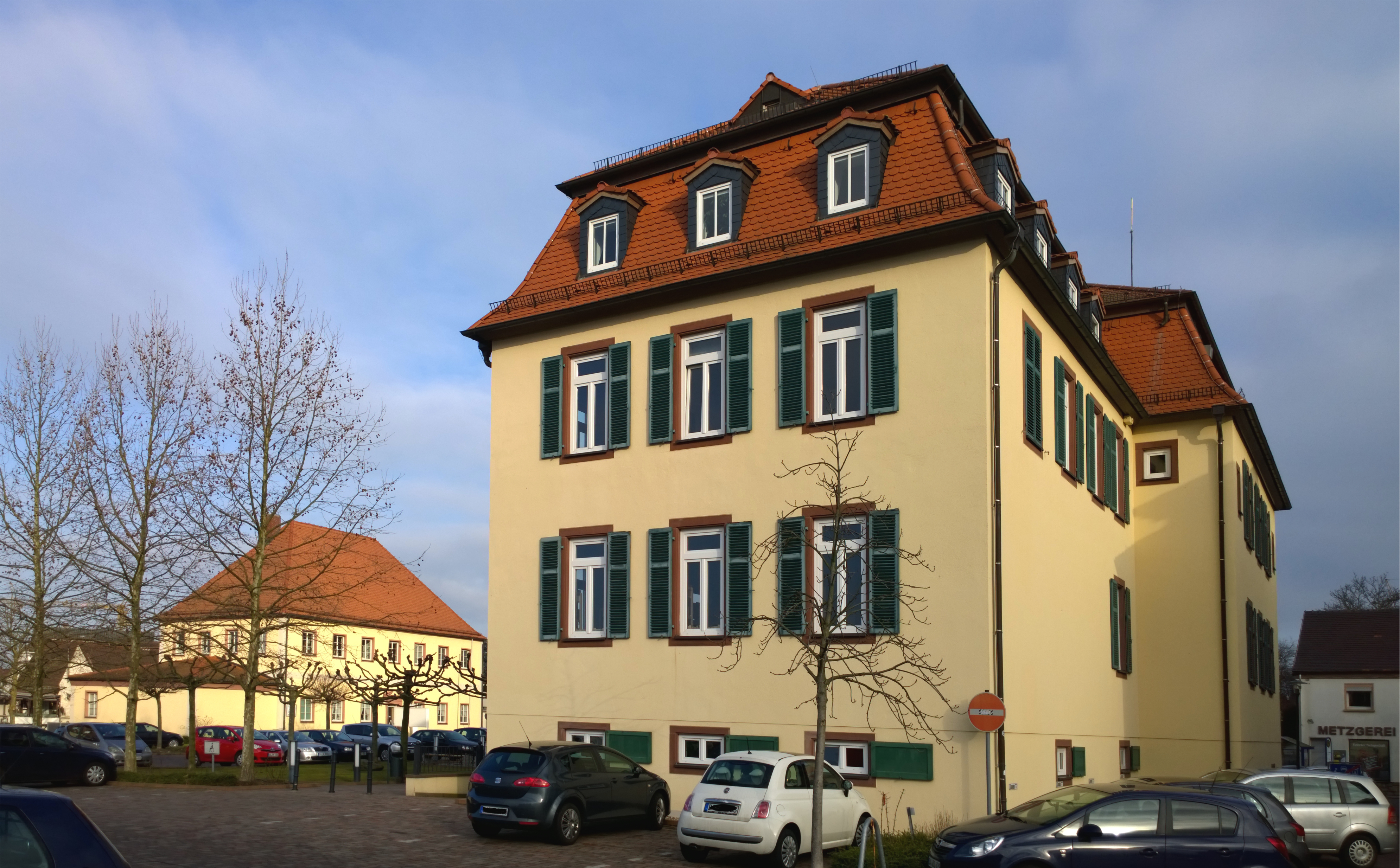
Die heute noch bestehenden Gebäude: rechts der Große Bau und links das Herrenhaus
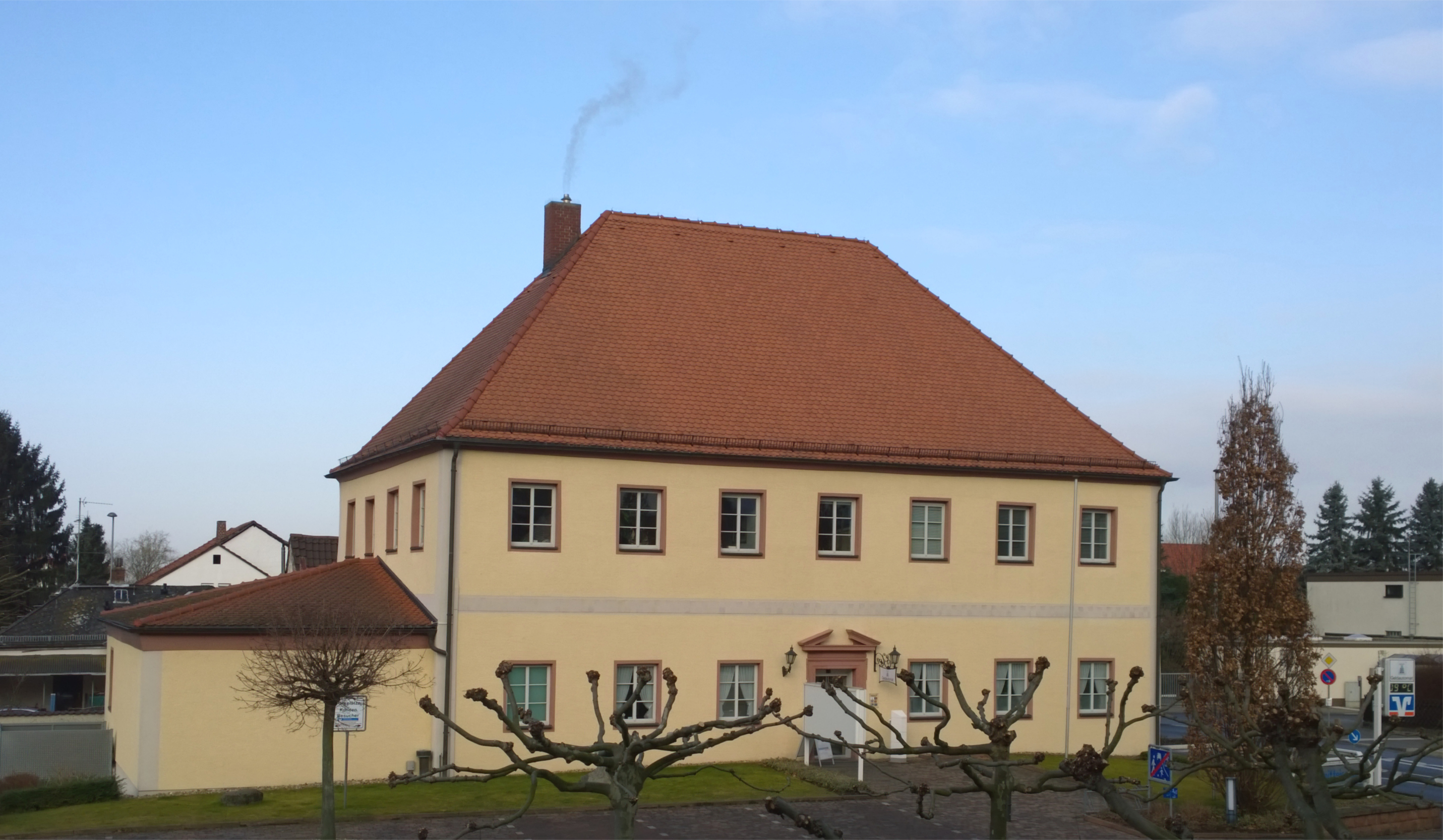
Das Herrenhaus, Ansicht von Südosten
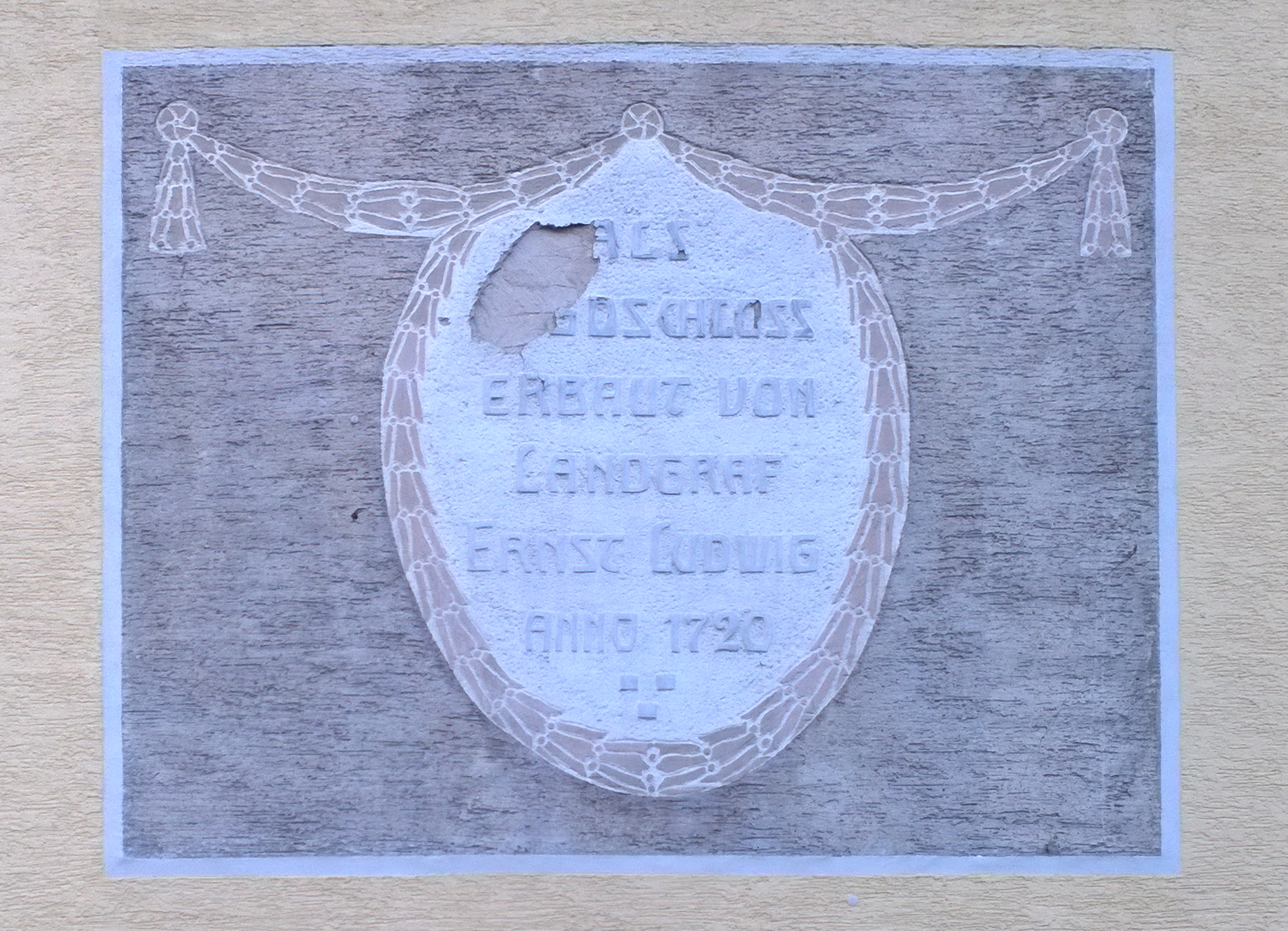
Gedenkinschrift am Herrenhaus
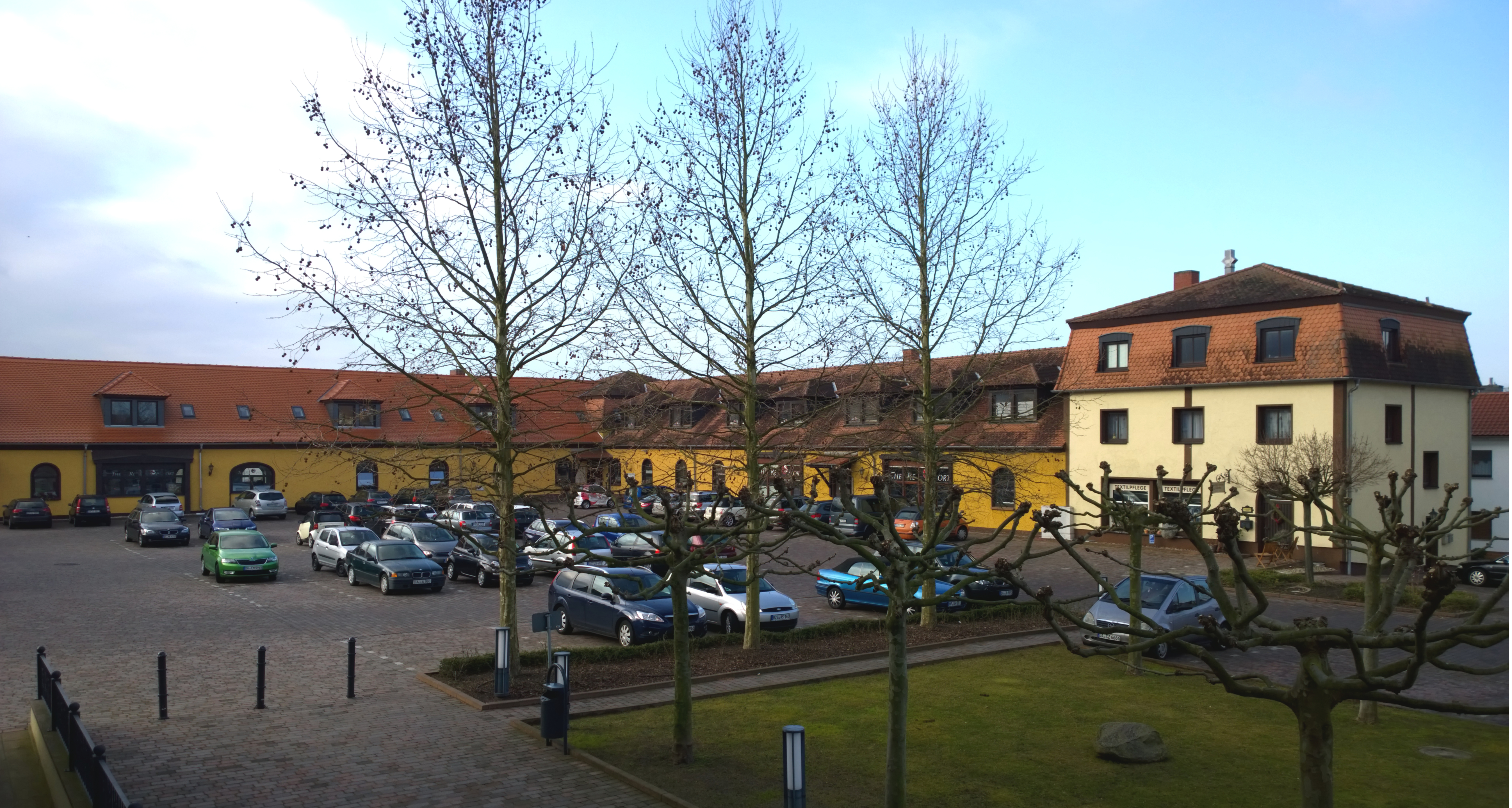
Heutige Wohn- und Geschäftsanlage am Standort des alten Wirtschaftshofes, Blick von Norden

## Das Schloss in Kunst und Kultur
Von Johann Georg Stockmar befindet sich ein undatiertes Ölgemälde des Jagdschlosses von etwa 1750 in der Gemäldesammlung des Jagdschlosses Kranichstein.
Ein weiteres Bild des Malers Georg Adam Eger, gemalt um 1758, mit einer weitgehend schematischen Darstellung des Dorfes Bickenbach, zeigt, dass die Anlage des Jagdschlosses etwa einem Drittel des restlichen Dorfes entsprach. Das Gemälde zeigt beispielhaft die Einhegungen des Ortes und der wenigen Waldflächen, sodass das restliche Gelände für die Parforcejagd frei war. Um 1988 befand sich das Bild ebenfalls in der Sammlung des Jagdmuseums im Jagdschloss Kranichstein.
Eine Glasmalerei aus der Zeit um 1865 diente dem Bickenbacher Künstler Jürgen Winnefeld als Vorlage für ein 1993 entstandenes Ölgemälde. Es zeigt das Jagdschloss Bickenbach zu der Zeit um 1900, da es die Tabakfabrik beherbergte. Auf dem Gemälde fehlt schon der nördliche Querriegel des Wirtschaftshofs.

## Alte Ansichten
- Ansicht von Bickenbach, 1758. Historische Ortsansichten, Pläne und Grundrisse (Stand: 8. Dezember 2008). In: Landesgeschichtliches Informationssystem Hessen (LAGIS). Hessisches Institut für Landesgeschichte, abgerufen am 2. März 2015.
- Ansicht des Bickenbacher Jagdschlosses, 18. Jahrhundert. Historische Ortsansichten, Pläne und Grundrisse (Stand: 3. April 2007). In: Landesgeschichtliches Informationssystem Hessen (LAGIS). Hessisches Institut für Landesgeschichte, abgerufen am 17. November 2016.
- Historisierendes Gemälde der früheren Jagdschloss-Anlage